# Молано, Хуан Себастьян
Хуан Себастьян Молано Бенавидес (исп. Juan Sebastián Molano Benavides; род. 11 апреля 1994, муниципалитет Пайпа, департамент Бояка, Колумбия) — колумбийский профессиональный трековый и шоссейный велогонщик, выступающий за команду мирового тура «UAE Team Emirates».

## Достижения

### Трек
2013
2-й  Чемпионат Панамерики — Командная гонка преследования
2-й Чемпионат Колумбии — Командная гонка преследования
2-й Чемпионат Колумбии — Омниум
2014
Чемпионат Панамерики
1-й  — Омниум
1-й  — Командная гонка преследования
1-й  Чемпион Колумбии — Омниум

### Шоссе
2011
2-й Чемпионат Колумбии — Групповая гонка (юниоры)
2012
2-й Чемпионат Колумбии — Индивидуальная гонка (юниоры)
2014
1-й — Этап 2 Тур Колумбии U23
2-й Tour de White Rock
2016
1-й — Этап 1 Vuelta al Valle del Cauca
1-й — Этап 2 Вуэльта Мадрида
1-й — Этап 4 Вуэльта Колумбии
1-й — Этап 1 Vuelta a Boyacá
1-й — Этапы 1, 4, 6 и 7 Классика RCN
2017
1-й — Этапы 3 и 5 Вольта Алентежу
1-й — Этап 5 Clásica de Girardot
3-й Гран-при Денена
3-й  Чемпионат Панамерики — Групповая гонка
2018
1-й  Чемпион Панамерики — Групповая гонка
1-й — Этапы 1 и 4 Vuelta al Valle del Cauca
1-й — Этап 3 Clásica de El Carmen de Viboral
1-й — Этапы 1, 10 и 13 Вуэльта Колумбии
1-й — Этапы 2 и 3 Тур Синтая
1-й  Тур Китая I — Генеральная классификация
1-й  — Очковая классификация
1-й — Этап 2
1-й — Этап 1 Тур Китая II
10-й Тур озера Тайху — Генеральная классификация
1-й  — Очковая классификация
1-й — Этапы 1 и 2
2019
1-й — Этап 3 Тур Колумбии

## Статистика выступлений

### Гранд-туры
| Гранд-тур       | 2017 | 2018 |
| --------------- | ---- | ---- |
| Джиро д’Италия  | —    | —    |
| Тур де Франс    | —    | —    |
| Вуэльта Испании | 152  | —    |

| —  | Не участвовал  |
| НФ | Не финишировал |

## Происшествия
24 марта 2023 года Молано был сбит машиной во время тренировки в Варегеме для участия в Гент — Вевельгем 2023. В результате Хуан Себастьян Молано получил многочисленные повреждения, сотрясение мозга и сломал палец на ноге.